# متیو کینگ
متیو کینگ (انگلیسی: Matthew King؛ زادهٔ ۱ ژانویهٔ ۱۹۶۷) نوازنده پیانو، آهنگساز، موسیقی‌دان و مدرس موسیقی اهل بریتانیا است.
او به‌ویژه در زمینهٔ موسیقی مجلسی، اپرا و موسیقی ارکسترال فعال بوده است. جودیت ویر، «استاد موسیقی پادشاه» (یکی از مناصب دربار سلطنتی بریتانیا)، او را به عنوان «یکی از بی‌پرواترین آهنگسازان بریتانیا، کاملاً ماهر، خلاق و مبتکر» توصیف کرده است.